# Theo van Doesburg
Theo van Doesburg (Théo van Doesbourg, født Christian Emil Marie Küpper 30. august 1883 i Utrecht ; død 7. marts 1931 i Davos) var en nederlandsk maler, forlægger, forfatter, arkitekt, typograf og kunstteoretiker. Han brugte også pseudonymerne I.K. Bonset og Aldo Camini.
Doesburg studerede malerkunst fra omkring 1900 efter at have opgivet planer om at blive skuespiller.
Til 1915 arbejdede han med inspiration fra postimpressionisme og fauvisme. 1917 stiftede han De Stijl med Piet Mondrian og andre og var redaktør for bevægelsens tidsskrift.
Doesburg søgte o. 1920 at påvirke retningen for Bauhaus, som han fandt for 'mystisk og romantisk', men Walter Gropius forhindrede ham i en ansættelse der.
1924 introducerede Doesburg begrebet 'konkret kunst', og 1930 dannede begrebet grundlag for gruppen og manifestet Art Concret med fem underskrivere hvis navne ses nederst på manifestet: Carlsund, Doesburg, Hélion, Tutundjian, Wantz.
Desillusioneret med Art Concret-bevægelsen og opløsningen af Cercle et Carré-gruppen grundlagde Doesburg februar 1931 i Paris endnu en gruppering med et bredere program: Abstraction-Création der kunne rumme forskellige positioner og kunstnere inden for ikke-figurativ kunst: kubistiske, konstruktivistiske, neoplastikere og De Stjil-kunstnere. Den eksisterede til 1936.
Doesburg døde dog allerede marts 1931 af et hjerteanfald.

## ManifestetArt Concretfra 1930
|  | KONKRET KUNST GRUPPE OG TIDSSKRIFT GRUNDLAGT 1930 I PARIS FØRSTE ÅR - INTRODUKTIONSNUMMER • APRIL ET TUSIND NI HUNDREDE OG TREDIVE GRUNDLAGET FOR DET KONKRETE MALERI Vi siger: 1° Kunst er universel. 2° Et kunstværk skal være helt udtænkt og formet af sindet, før det udføres. Det må ikke modtage elementer fra naturen, sensualiteten eller sentimentaliteten. Vi ønsker at udelukke lyrik, drama, symbolik og så videre. 3° Maleriet skal være helt bygget op med rent plastiske elementer, det vil sige overflader og farver. Et billedelement har ingen betydning ud over ”sig selv”; derfor har et maleri ikke nogen anden betydning end "sig selv". 4° Fremstillingen af et maleri såvel som dets elementer skal være enkel og visuelt styrbar. 5° Maleteknikken skal være mekanisk, dvs. præcis, anti-impressionistisk. 6° Bestræbelse på absolut klarhed er obligatorisk. Carlsund, Doesbourg, Hélion, Tutundjian, Wantz. |

| - Værker af Theo van Doesburg - Kvinde i et landskab, 1903 - Selvportræt med hat, 1906 - Selvportræt, 1915 - Composition, 1915 - Abstrakt portræt, 1915 - Composition I, 1916 - Træ, 1916 - Heroisk bevægelse, 1916 (Mouvement héroïque) - Kortspillere, 1916-17 - Neoplasticisme: Composition VII ('de tre gratier'), 1917 - Komposition med vindue med farvet glas III, 1917 - Rytmen i en russisk dans, 1918 - Compositie XI, 1918 - 'Counter composition' XIII, 1929 |